# María Tena
María Tena García (Madrid, 3 de marzo de 1953) es una escritora y gestora cultural española cuyas novelas han obtenido diversos premios. En el año 2018 ha sido galardonada con el XIV Premio Tusquets de Novela 2018 por su obra "Nada que no sepas".
Pasó su infancia en Dublín, Madrid y Montevideo debido a la profesión de su padre. Las experiencias vividas en estos países han sido fuente de inspiración para alimentar su literatura. Su vida profesional en la gestión pública la ha desarrollado en paralelo a su labor literaria.  Trabaja en el Ministerio de Educación, Cultura y Deporte de Europa.

## Trayectoria profesional
Es licenciada en Filosofía y Letras, en la especialidad de Literatura Hispánica en la Universidad Complutense de Madrid y en Derecho por la misma universidad en 1975.  Hizo su tesis de licenciatura sobre las revistas poéticas españolas de 1900 a 1936.
Pertenece al Cuerpo Superior de Administradores Civiles del Estado español desde el 27 de febrero de 1980.
Su vida profesional en la administración pública se ha movido siempre en torno a proyectos culturales o educativos, ocupando diversos puestos en el Ministerio de Cultura Español. A partir del año 2000 comienza su carrera literaria en paralelo a su trabajo en la gestión pública.
Experiencia Profesional en la Administración del Estado Español:
Ha desarrollado su carrera profesional en diferentes puestos de gestión y representación en el organigrama de la Administración Pública, siempre en el ámbito de la cultura, con alguna excepción, ocupando puestos de responsabilidad muy diversos.
Ha sido Secretaria General de la Dirección General de Bellas Artes, Archivos y Bibliotecas del Ministerio de Cultura en el año 1980.
Posteriormente Jefe del Gabinete Técnico de la Dirección General de Bellas Artes, Archivos y Bibliotecas del Ministerio de Cultura de 1980 a 1982, siendo su director Javier Tusell. Durante esa época colaboró en las gestiones legales internacionales para devolver a España el Guernica de Picasso, en la organización de las primeras exposiciones antológicas de grandes artistas que se realizaron en este país después de la guerra: Picasso, Dalí, Joan Miró, Eduardo Chillida, Tapies, Clavé, Henry Moore etc.
Fue miembro de la Comisión de Patrimonio Histórico, de la Comisión Nacional de Excavaciones Arqueológicas, de la Comisión Nacional de Museos etc.
Subdirectora General de la Familia de la Dirección General de la Juventud y Promoción Sociocultural del Ministerio de Cultura de 1982 a 1983. Durante este periodo se gestionaron las subvenciones a asociaciones familiares y de padres de ámbito nacional y las instituciones de servicios socioculturales que aún dependían del Ministerio de Cultura especialmente implicados en la promoción cultural de niños y jóvenes.
Directora Provincial del Ministerio de Cultura en Madrid de 1983 a 1984. Desde la Dirección Provincial se coordinó toda la acción del Ministerio en la provincia así como la gestión de las transferencias en materia de Cultura a la Comunidad de Madrid. 
Directora del Palacio de Exposiciones y Congresos de Madrid de 1984 a 1985.
Subdirectora General de Documentación y Publicaciones de la Secretaría General Técnica del Ministerio de Cultura de 1985 a 1987. Durante esa época dirigía también la Biblioteca y el Archivo del Ministerio de Cultura y se empezaron a distribuir comercialmente las publicaciones del Ministerio y especialmente los catálogos de las exposiciones. Se abrieron dos librerías del Ministerio en Madrid y en Barcelona para centralizar todas las publicaciones realizadas por el Ministerio de Cultura.
Jefa del Gabinete Técnico del Presidente del Tribunal Constitucional, desde el 1 de octubre de 1987 al 30 de junio de 1990.
Directora general de SOGEXPO S.A. empresa participada de EXPO92. Durante tres años desde 1990 a 1992. Durante las obras de preparación de la Exposición Universal, SOGEXPO gestionó toda la logística y la organización de visitas a infraestructuras, relaciones públicas y atención al público de EXPO92. SOGEXPO fue también la empresa encargada de organizar las reuniones internacionales de Comisarios de los países participantes que tuvieron lugar antes de la inauguración y durante EXPO92.
Directora del Centro del Libro y de la Lectura del Ministerio de Cultura de 1993 a 1995. Desde ese puesto se gestionaron las ayudas y la relación del Departamento con el sector del libro: editores, distribuidores y libreros. Se implantó el sistema informático en la gestión del I.S.B.N., se promovieron jornadas, estudios y estadísticas sobre la lectura y se crearon premios y medidas de promoción de la lectura aún vigentes: A las mejores encuadernaciones, a los libros mejor editados, al fomento de la lectura etc., hoy todavía vigentes.
Directora del Centro de las Letras Españolas del Ministerio de Cultura de 1995 a 1997. Se organizaron grandes exposiciones internacionales denominadas “Libros de España” en distintos países iberoamericanos con participación de escritores españoles y del sector editorial. Se organizaron simposios sobre escritores y se gestionaron los Premios Nacionales de Poesía, Ensayo, Narrativa, Historia, etc., así como el Premio Cervantes.
El año 1997 fue nombrada Subdirectora General de Enseñanzas Artísticas del Ministerio de Educación y Cultura. Durante este período trabajó en completar la normativa pendiente de regulación en estas Enseñanzas desde la publicación de la Ley Orgánica de Ordenación General del Sistema Educativo en lo relativo al diseño del Currículum de las nuevas enseñanzas de Música, Danza, Arte Dramático y Artes Plásticas y Diseño, equivalencias de los títulos antiguos y nuevos, definición de la red de Centros etc., así como de la gestión de los Centros dependientes de la Subdirección: Conservatorios de Música y Danza, Escuelas de Arte Dramático y Escuelas de Artes. En total gestionó directamente las enseñanzas de más de ochenta centros de enseñanzas artísticas con un colectivo de alrededor de 2.500 profesores y miles de alumnos en toda España.
De 2000 a 2004 desempeñó el cargo de Directora del Centro de Investigación y Documentación Educativa (CIDE) del Ministerio de Educación y Cultura. Durante ese periodo el CIDE fue la Unidad Española que gestionó la Red Europea de Educación de la UE, Eurydice.
En julio de 2008 fue nombrada directora general de Cooperación Local en el Ministerio de Política Territorial. En dicho puesto gestionó, entre otras cosas, las ayudas del Estado a las entidades locales y esa Dirección General fue la encargada de gestionar durante 2008-2009 el “Fondo Estatal de Inversión Local para la Economía y el Empleo”.
En enero de 2010 fue nombrada por el Consejo de Ministros Comisaria General de España para la Expo de Shanghái 2010.
Ha sido miembro de la Comisión Española de la UNESCO como Subdirectora General de las Letras Españolas..
Colaboradora habitual de revistas literarias, tanto en papel como en la red, donde ha publicado cuentos, artículos y entrevistas, dirige una colección de literatura extranjera contemporánea y es profesora de escritura creativa. Ha sido directora del Centro de Investigación y Documentación Educativa.

## Publicaciones
Relación de sus novelasː 
- "Tenemos que vernos " (semifinalista del Premio Herralde 2003).[22]
- Todavía tú (2007).
- La fragilidad de las panteras (finalista del Premio Primavera de novela 2010).
- El novio chino (Premio Málaga de Novela 2016).[23][24][25][26]
- Nada que no sepas" (Premio Tusquets 2018), es una novela sobre la identidad.[27] El jurado de este galardón presidido por la escritora Almudena Grandes ha valorado de la obra ganadora "la seductora evocación de la vida cosmopolita, libre y sin prejuicios de un grupo de familias en el Uruguay de los años sesenta, en contraste con la estrechez de España en ese tiempo, también ha destacado la reflexión sobre la experiencia de la libertad, el sexo y el paso del tiempo de una mujer que vivió como adolescente ese paraíso despreocupado y aparentemente feliz de los adultos".[3][28][29][30]

En las críticas publicadas de sus libros y en las entrevistas realizadas, se destacan algunas declaraciones de Tena, como en esta del Diario El Mundo, donde declara «Vuelvo a Proust cuando necesito la poesía en la prosa, los detalles, la nostalgia».

- La vida al borde (Alba Editorial, 2023).